# Championnats d'Europe d'escalade 1996
Navigation
Édition précédente Édition suivante
Les Championnats d'Europe d'escalade 1996 se sont tenus à Paris,  France, du 28 au 31 janvier 1996.

## Podiums

### Hommes
| Épreuves   | Or                       | Argent                | Bronze                  |
| ---------- | ------------------------ | --------------------- | ----------------------- |
| Difficulté | France Arnaud Petit      | France François Petit | France François Lombard |
| Vitesse    | Ukraine Andrey Vedenmeer | France Mathieu Dutray | Russie Pavel Samoiline  |

### Femmes
| Épreuves   | Or                   | Argent                 | Bronze                 |
| ---------- | -------------------- | ---------------------- | ---------------------- |
| Difficulté | France Liv Sansoz    | France Laurence Guyon  | France Stéphanie Bodet |
| Vitesse    | France Cécile Avezou | Allemagne Ameli Haager | Belgique Kim Anthoni   |